# Xã Jackson, Quận Boone, Arkansas
Xã Jackson (tiếng Anh: Jackson Township) là một xã thuộc quận Boone, tiểu bang Arkansas, Hoa Kỳ. Năm 2010, dân số của xã này là 1.340 người.